# DJ Tennis

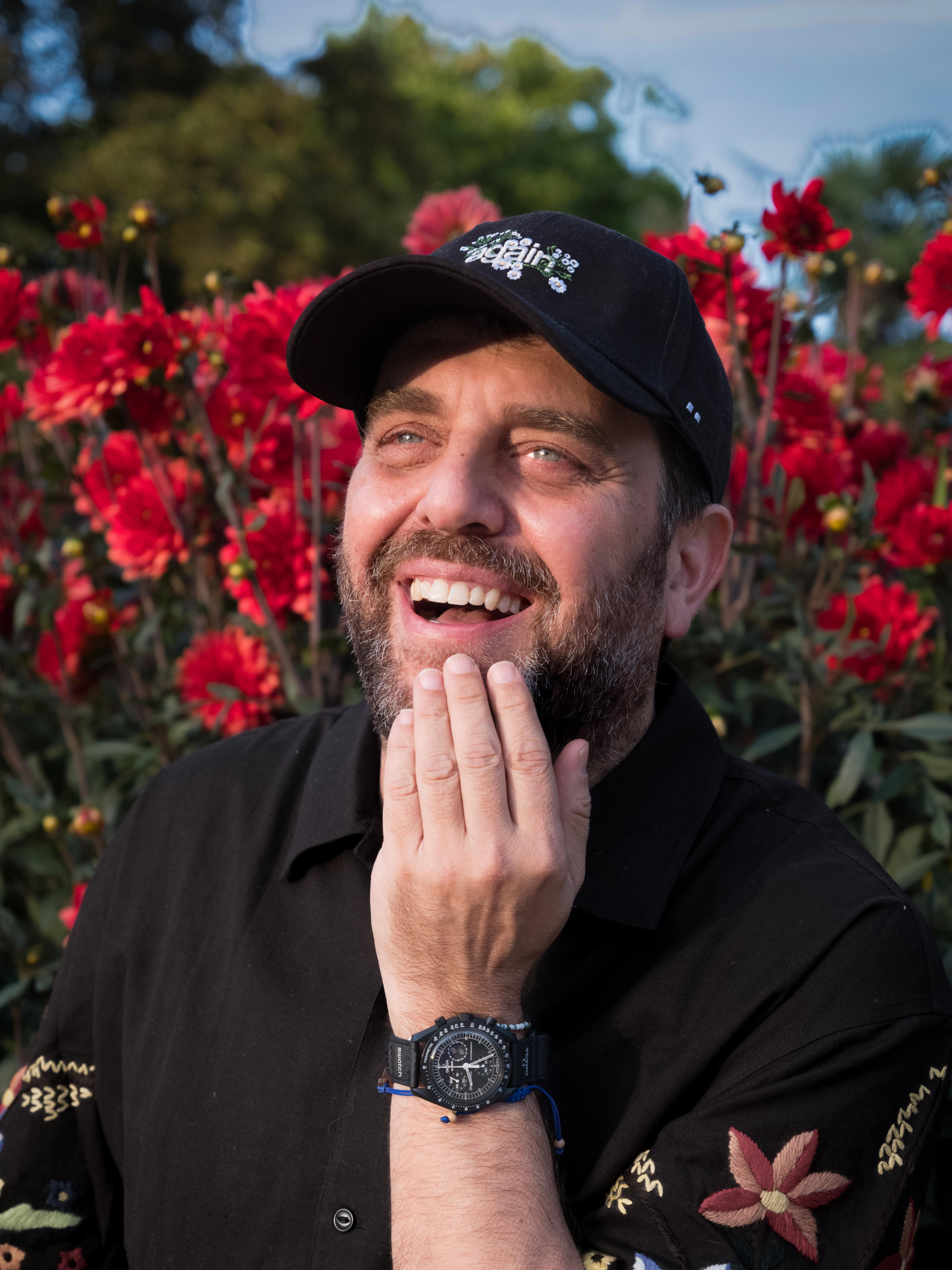
DJ Tennis (2024)

DJ Tennis (eigentl. Manfredi Romano; * 1970) ist ein italienischer DJ der elektronischen Tanzmusik, Musikproduzent und Labelbetreiber.

## Leben
Manfredi Romano studierte zunächst Informatik, gleichzeitig organisierte er Partys und Band-Tourneen. 1995 gründete er die DJ-Bookingagentur Daze in Mailand. 2010 gründete er mit Greg Oreck das Electronica-Label Life And Death. 
Festivalauftritte hatte er beim Burning Man, electro magnetic, Tomorrowland, EDC, Glastonbury, Dour, ADE und Time Warp.

## Diskografie (Auswahl)

### Singles & EPs
- 2012: Make It Good
- 2012: The Outcast (mit Pillowtalk)
- 2014: Local
- 2016: Divisions Chirality EP
- 2016: Convex
- 2017: Certain Angles (mit Fink)
- 2019: Gordon Starck EP

### DJ-Mixe
- 2017: DJ-Kicks No 59